# Hamataliwa peterjaegeri
Hamataliwa peterjaegeri – gatunek pająka z rodziny śpiesznikowatych.
Gatunek ten został opisany w 2009 roku przez Christę Laetitię Deeleman-Reinhold. Epitet gatunkowy nadano na cześć Petera Jaegera.
Pająk o ciele długości od 5,2 do 5,7 mm. Żółto lub brązowo ubarwiony karapaks ma nieliczne łuski i białe szczecinki w okolicy oczu. Boki jasnej opistosomy porastają rzędy rdzawoczerwonych, spłaszczonych, przylegających szczecinek. U samicy spodem opistosmy biegnie przepaska z rdzawych szczecinek, przód opistosomy ma kilka rudych szczecinek, a na jej tyle występują biało granulowane kropki. Nadustek samca jest prawie pionowy, zaś samicy nieco ukośny. Narząd kopulacyjny samca odznacza się obecnością poprzecznej, wydłużonej listewki na apofizie retrolateralnej, zwartym konduktorem z kubkowatą końcówką i bardzo szerokim u nasady, a dalej zwężonym embolusem. U samicy otok płytki płciowej jest na przedzie silnie zawinięty do wewnątrz, a w miejscach gdzie przewody zakręcają ku spermatekom widoczne są czarne nabrzmiałości.
Gatunek orientalny, znany z Parku Narodowego Kinabalu w malezyjskim stanie Sabah oraz brunejskiego Bukit Sulnag. Obie lokalizacje znajdują się na Borneo. Zasiedla on stare lasy pierwotne i odławiany był poprzez odymianie koron drzew.